# Vermählungs-Toaste
Vermählungs-Toaste, korrekter Name auf dem Erstdruck Vermälungstoaste, ist ein Walzer von Johann Strauss (Sohn) (op. 136). Das Werk wurde am 28. Juni 1853 im Volksgarten in Wien erstmals aufgeführt.